# Phare de Bodie Island
Pour les articles homonymes, voir Bodie.
Le phare de Bodie Island (en anglais : Bodie Island Lighthouse) est un phare américain situé dans le comté de Dare, en Caroline du Nord.
Protégé au sein du Cape Hatteras National Seashore, ce phare est une propriété contributrice au district historique dit « Bodie Island Light Station » depuis sa création le 4 juillet 2003.

## Historique

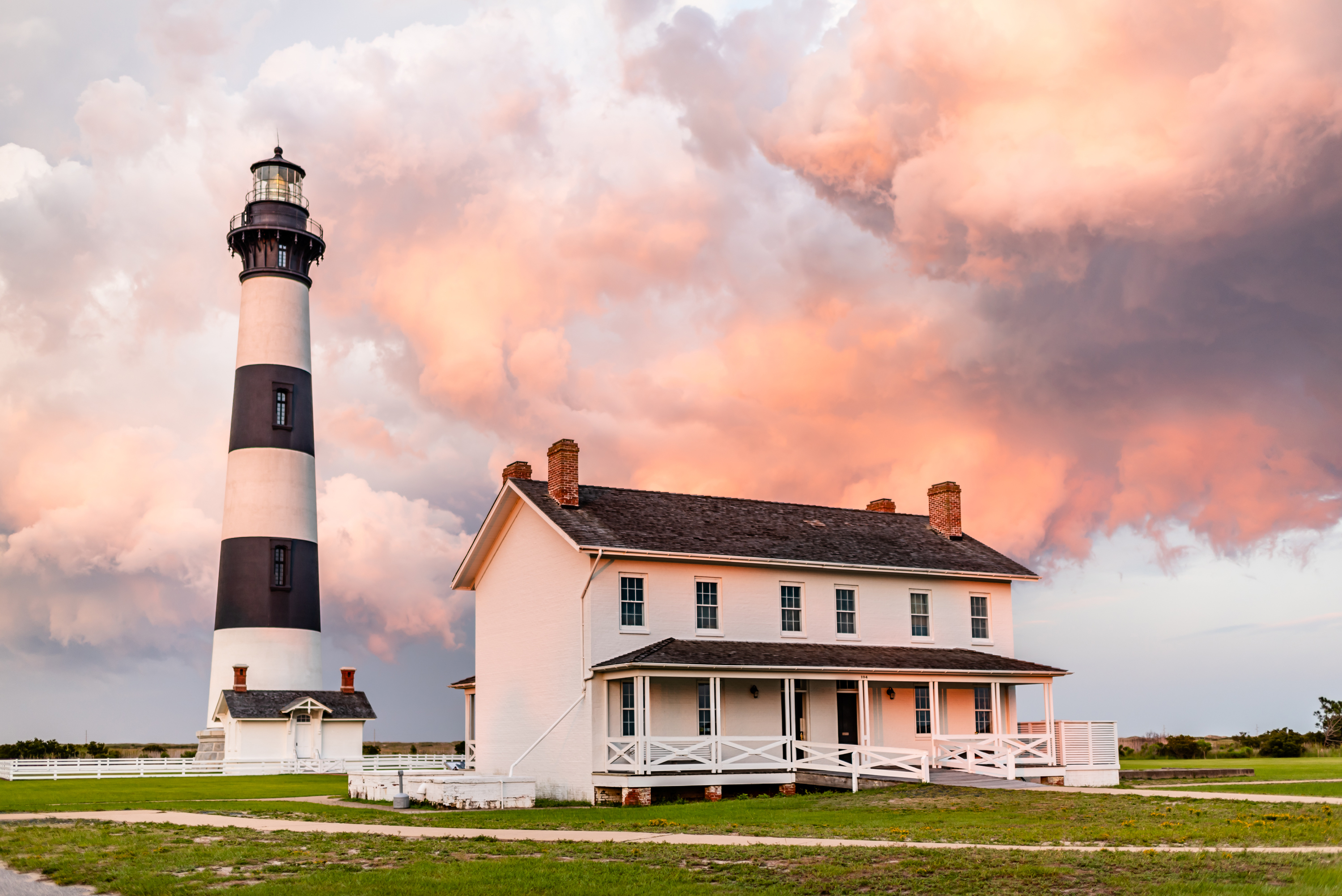
Phare de Bodie Island et maison du gardien.

Le phare actuel est le troisième à porter ce nom. Terminé en 1872, il en remplace un autre détruit par les forces confédérées durant la guerre de Sécession.
Il est situé proche de Bodie Island dans les Outer Banks. Cette structure est l’un des rares phares en brique restants aux États-Unis, et l’un des rares à posséder une lentille de Fresnel originale de premier ordre pour projeter sa lumière. Il est resté habité jusqu'en 1940 et a été entièrement automatisé à cette date. En 1953, il a été transféré au service des parcs nationaux.
Il a été rénové d'août 2009 à mars 2013 et a été rendu accessible au public. Une cérémonie d'allumage du feu a eu lieu le 18 avril 2013 et le phare a été ouvert pour permettre au grand public de monter les 214 marches pour monter dans la galerie de la lanterne.

## Caractéristiques dufeu maritime
Fréquence : 30 secondes (W-W)
- Lumière : 2.5 secondes
- Obscurité : 2.5 secondes
- Lumière : 2.5 secondes
- Obscurité : 22.5 secondes

Identifiant : ARLHS : USA-067 ; USCG : 3-0590 ; Admiralty : J2386 .

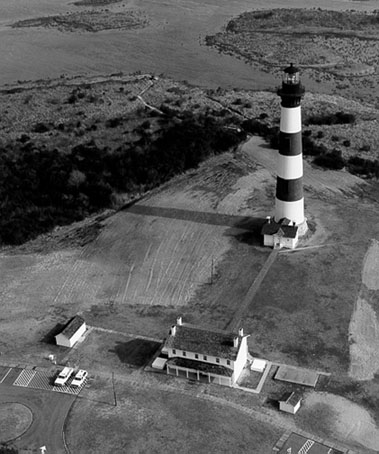
Vue aérienne
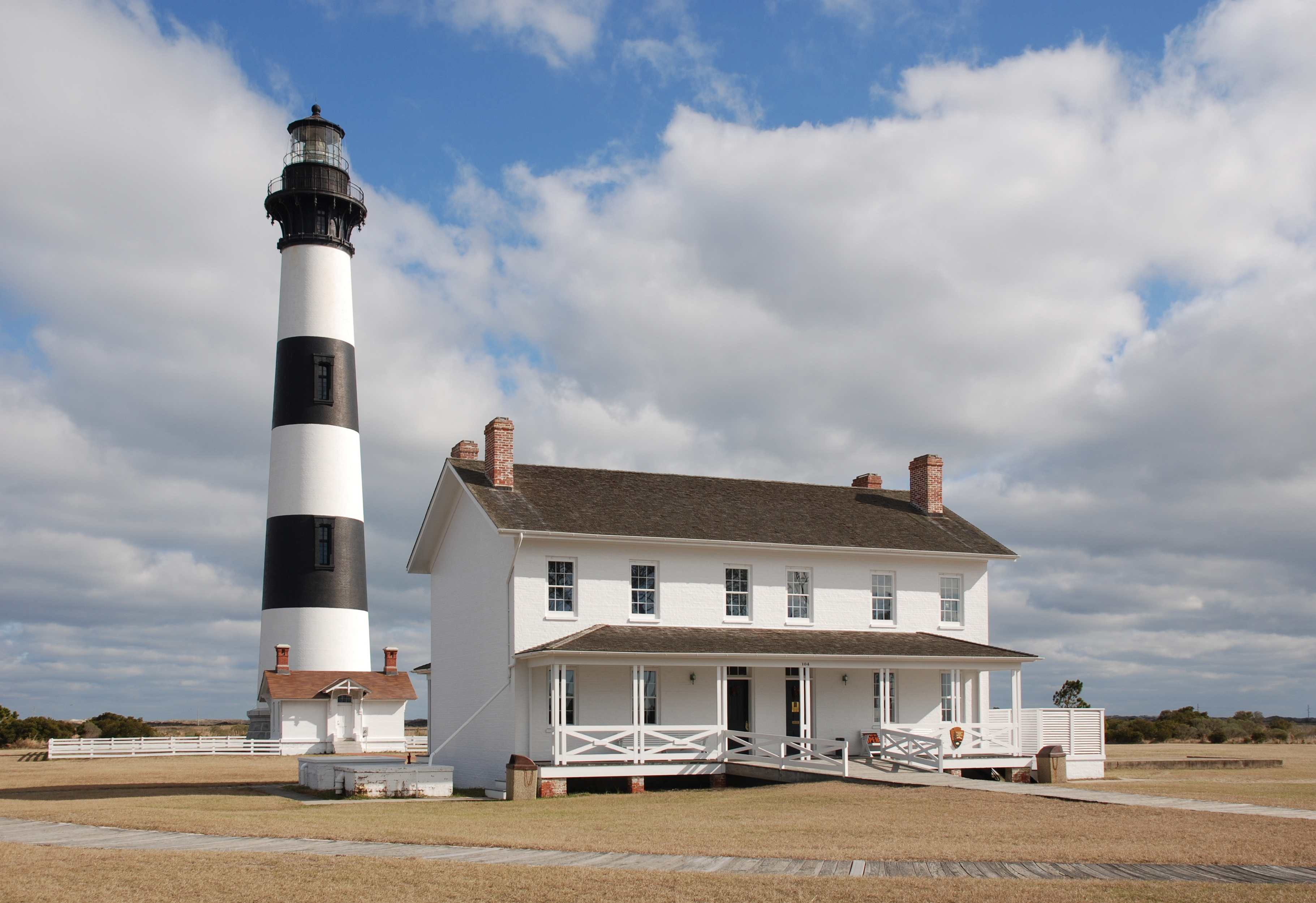
Le phare et la maison de gardien
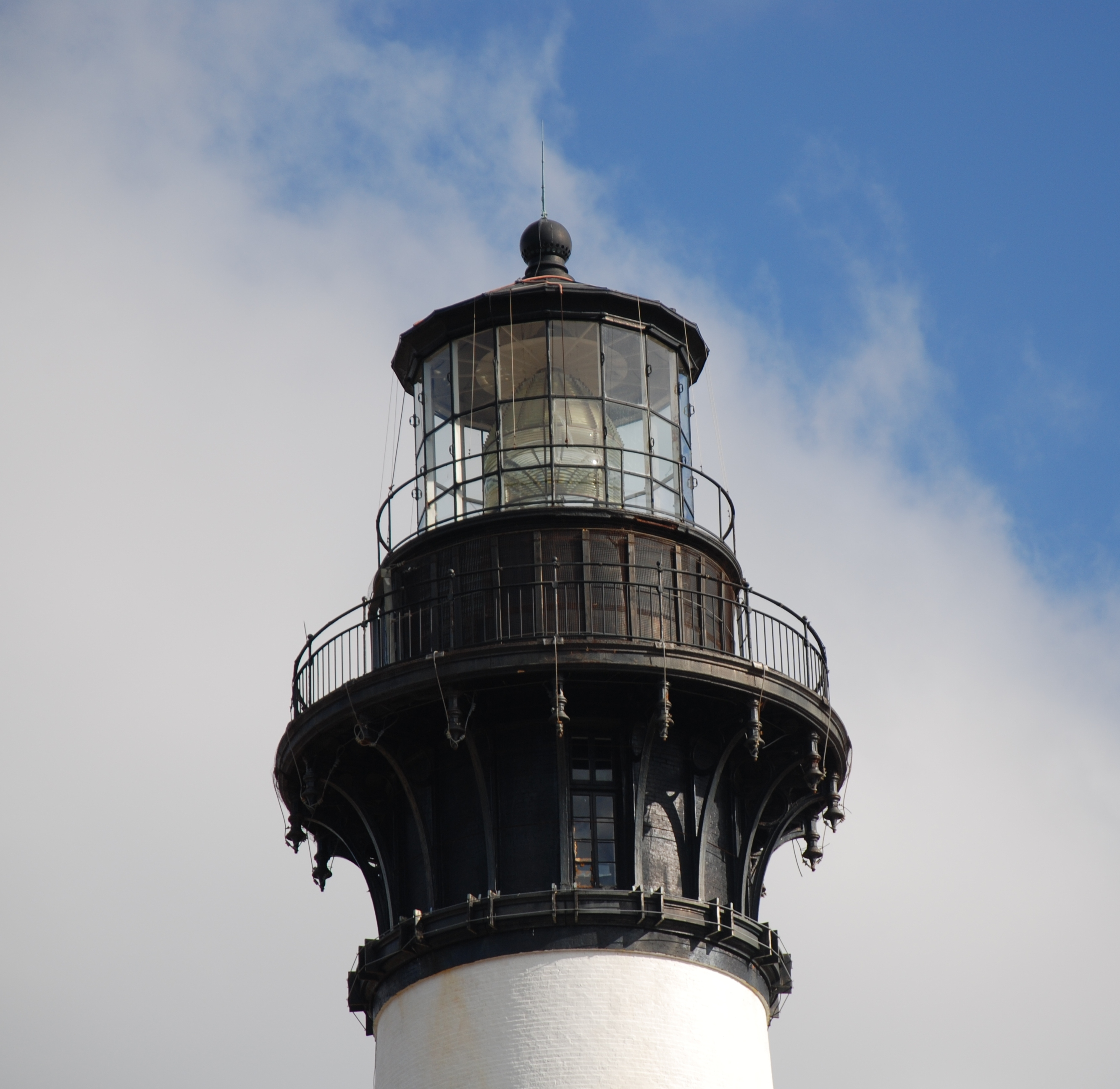
La Lanterne